# トローアス

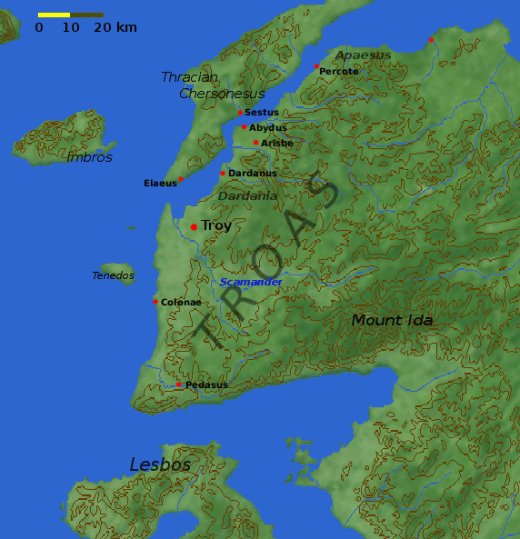
トローアスの地図

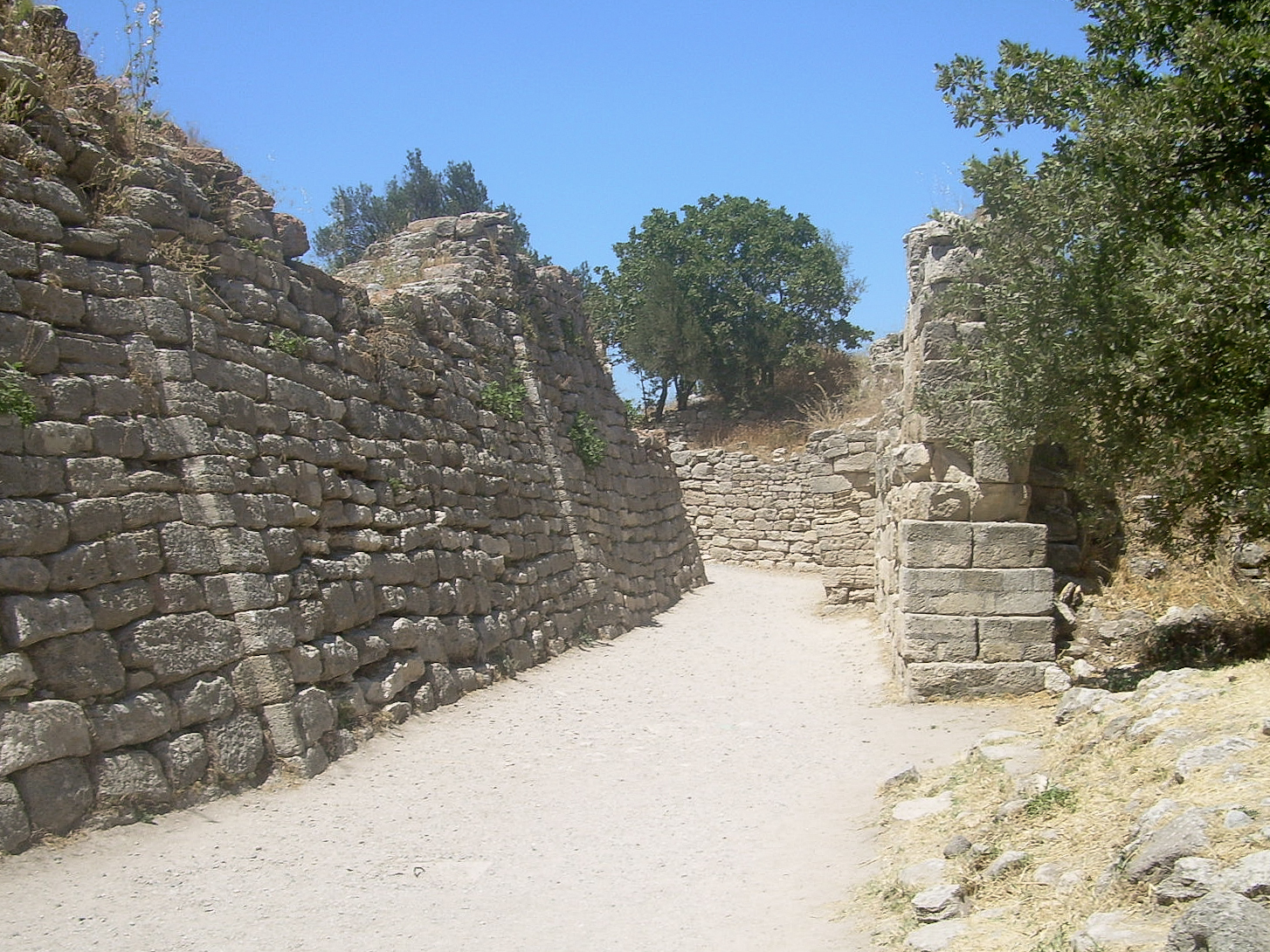
トロイアの壁

トローアス（トロアス、ギリシャ語：Τρωάς, Troas）またはトローアド（トロアド、ギリシャ語：Τρωάδα, Troad）は、アナトリア半島の北西部、現在のトルコ、チャナッカレ県に属するビガ半島の歴史的名称。北西はダーダネルス海峡と、西はエーゲ海とそれぞれ接し、アナトリア半島の他の地域とはカズ・ダー（イダ山）を形成する山塊で隔てられていた。トローアスにはスカマンドロス川（現Karamenderes川）、シモエイス川という2つの主となる川が流れ、トロイア遺跡のある地域で合流していた。他にトローアスには、グレニコス、ケブレン、カレソス、レソス、ロディオス、ヘプタポロス、アイセポスという7つの川があり、先の2つを合わせたすべての川はそこに棲む河神の名前でもあった。

## 歴史
トローアスと呼ばれる前、ヒッタイトはこの地域をウィルサと呼んでいた。スイスのアッシリア/ヒッタイト研究家エミール・フォラーによって最初にこの場所と特定されたが、ヒッタイトに詳しい多くの人はその説に疑問を呈した。しかし、1983年にHouwink ten Cateが2つの断片が同じ楔形文字の銘板にあることを示し、修復された文字を検討して、アナトリア半島北西部にウィルサがあったと発表した。トレバー・R・ブライス（Trevor R. Bryce）は、1970年代にジョン・ビントリフの指揮で行われた考古学調査はトロイアをベースとしたアナトリア北西部を支配した強大な王国があったことを示していると述べている。
トローアスになってからは、アッタロス朝ペルガモン王国から共和政ローマに譲渡された。ローマ帝国の時代にはアシア属州となり、さらに東ローマ帝国の時代には、エーゲ海諸島のテマ制に含まれた。オスマン帝国に征服されると、トローアスはビガ県の一部となった。

## 新約聖書の中のトローアス
『新約聖書』の著者たちがトローアスについて言及している。
トローアスは『ルカによる福音書』および『使徒行伝』の著者とされるルカの故郷と考えられている。その根拠は、ルカが『使徒列伝』の中でパウロとその旅について三人称で書いているが、トローアスに着くと、一人称複数形に変えたことである。『使徒列伝』の「わたしたち」の部分は一行がトローアスに戻るまで続き、そこでまた三人称に戻る。この変更は一行が2度目にトローアスに着くところで再度起きる。『使徒列伝』の3つの「わたしたち」の部分はすべてこのルールに従っている。しかし、ルカ本人がトローアスに住んでいたと書いているわけではない。
パウロ自身もトローアスについて言及している。